# Růžena Merunková
Růžena Merunková (* 21. března 1940 Lysá nad Labem) je česká herečka, manželka herce a malíře Miloše Hlavici, matka herce Lukáše Hlavici a zesnulé herečky Anny Bendové, švagrová operního pěvce Pavla Hlavici a tchyně herečky Kláry Melíškové.
Po absolutoriu nymburského gymnázia studovala na pražské DAMU, nejprve hrála ve Východočeském divadle v Pardubicích, později přešla do pražského Realistického divadla Zdeňka Nejedlého na Smíchově (dnes zde sídlí Švandovo divadlo). Jedná se, mimo jiné, o výbornou recitátorku, dabérku a rozhlasovou herečku.

## Filmografie
- 2003 PF 77 (TV film)
- 2001 Ideální manžel (TV film)
- 1997 Rumplcimprcampr
- 1996 Poe a vražda krásné dívky (TV film)
- 1995 Rukama nevinnosti (TV film)
- 1993 Dick Whittington (TV film)
- 1991 Hodina obrany (TV film)
- 1985 O Honzovi a princezně Dorince (TV film)
- 1985 Perly a růže (TV film)
- 1985 Veronika
- 1984 Bambinot (TV seriál)
- 1984 My všichni školou povinní (TV seriál)
- 1981 Cesta Karla IV. do Francie a zpět (TV film)
- 1981 Královna bludiček (TV film)
- 1977 Hodina pravdy
- 1977 Žena za pultem (TV seriál)
- 1975 Dopisy Uljanových (TV film)
- 1974 Noc oranžových ohňů
- 1972 Hráč
- 1972 Román lásky a cti (TV film)
- 1970 Manon Lescaut (TV film)
- 1969 Popelka (TV film)
- 1968 Všichni dobří rodáci
- 1967 Láska jako trám (TV film)
- 1963 Čas jeřabin
- 1963 Tři chlapi v chalupě
- 1961 Florián
- 1961 Okamžik, spojím!
- 1960 Lidé jako ty
- 1960 Žalobníci

## Rozhlasové role
- 1968 Moudrý zlatník, pohádka Boženy Němcové o zlatníku Radošovi a němé princezně Liběně. Hráliː Alfréd Strejček (zlatník), Růžena Merunková, Zdeněk Řehoř, Vladimír Hlavatý, Libuše Havelková, Karel Beníško, Karel Houska, František Kovářík, Jaroslava Pokorná, Světla Amortová, Jana Andresíková a Jaromír Spal, režie: Miloslav Disman.
- 1990 Jiří Robert Pick: Anekdoty Franci Roubíčka, tragikomedie o muži, který nedokázal neříct anekdotu. Hudba Vladimír Truc. Dramaturg Dušan Všelicha. Režie Josef Červinka. Účinkují: Tomáš Töpfer, Růžena Merunková, Barbora Kodetová, Marie Marešová, Miloš Hlavica, Jiří Lábus, Zdeněk Ornest, Josef Velda, Oldřich Vízner, Martin Velda, Simona Stašová a Jaroslava Kretschmerová. Natočeno v roce 1990.[1]
- 1995 Jan Neruda Figurky, Rozhlasová komedie na motivy stejnojmenné povídky ze sbírky Povídky malostranské. Dramatizace Jiří Just. Hudba Petr Mandel. Dramaturg Josef Hlavnička. Režie Vlado Rusko. Osoby a obsazení: Doktor (Ivan Trojan), Morousek (Jan Novotný), Vilhelmová (Naďa Konvalinková), Provazník (Vladimír Krška), Otylie (Zuzana Petráňová), Domácí (Oldřich Velen), Malíř (Antonín Molčík), Malířová (Růžena Merunková), Pepík (Matěj Sviták), Hostinský (Jaroslav Moučka), Nadporučík (Jiří Klem), Sekundant (Petr Křiváček), Lékař (Rudolf Pechan) a Pouliční zpěvák (Petr Křiváček).
- 1995 Jane Austenová: Anna Elliotová, četba na pokračování (12 dílů), četla Růžena Merunková, překlad: Eva Ruxová, režie: Markéta Jahodová.
- 2006 George Tabori: Matčina Kuráž, Český rozhlas, překlad: Petr Štědroň, hudba: Marko Ivanovič, dramaturgie: Martin Velíšek, režie Aleš Vrzák. Osoby a obsazení: syn (Jiří Ornest), matka (Květa Fialová), Kelemen (Jiří Lábus), Usoplenec (David Novotný), německý důstojník (Jaromír Dulava), 1. policista (Stanislav Zindulka), 2. policista (Antonín Molčík), strýc Julius (Miloš Hlavica), Marta (Růžena Merunková), milenec + hlas (Vojtěch Hájek), milenec + hlas (Michal Zelenka), hlasy (Petra Jungmanová, Zdeněk Hess a Otmar Brancuzský), žena domovníka + hlas (Bohumila Dolejšová) a modlení + zpěv (Michael Dushinsky). Hra byla vybrána do užšího výběru v soutěži Prix Bohemia Radio 2006 v kategorii "Rozhlasová inscenace pro dospělého posluchače".[2]
- 2009 Milena Mathausová: Měděné zrcadlo, nedělní pohádka, Český rozhlas Dvojka, role: hospodyně Adéla; režie Vlado Rusko.